# Gulangyu
Gulangyu (鼓浪屿 ; pinyin : Gǔlàngyǔ) est une île côtière d'environ 1 km2 située au Sud-Ouest de l'ile de Xiamen, ville du Fujian dont elle dépend administrativement. Passée sous contrôle européen par le traité de Nankin en 1842, elle a conservé de nombreux bâtiments coloniaux et attire de nombreux touristes. Elle est surnommée "L'île aux pianos" en raison du nombre impressionnant de pianos souvent placés dans les jardins, les parcs ou les squares, afin d'être joués en public.

## Géographie
Située au Sud-Ouest de l'ile de Xiamen, et au Sud-Est du port de fret de Xiamen, Gulangyu a une superficie d'environ 1 km2.

## Histoire
Lors de la dynastie Song, elle était nommée l'ile de sable ronde.
Elle fut le point de départ en 1662 d'une bataille qui permit de libérer Taïwan des Néerlandais.
Elle devient une enclave étrangère après le traité de Nankin en 1842. Beaucoup de bâtiments étaient des consulats et des résidences d'étrangers.

## Administration
En 1999 elle devient un district à part entière ; depuis mai 2003 l'île de Gulangyu est intégrée dans le district de Siming.

## Transport

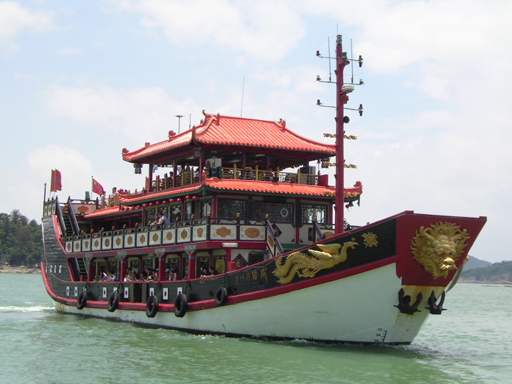
Un des ferries entre l'ile de Gulangyu et l'ile de Xiamen.

Un ferry relie Gulangyu à l'île de Xiamen (pendant la journée toutes les dix minutes environ, toutes les heures la nuit). L'aller est libre. le retour est payant : huit RMB, en mai 2011. L'accès au pont supérieur est au prix d'un RMB.
L'île est interdite à la circulation des véhicules à moteur et des vélos. Seuls sont autorisés les véhicules insulaires, à moteur électrique, pour le service public, les transports des touristes (et des marchandises).

## Centres d'intérêt

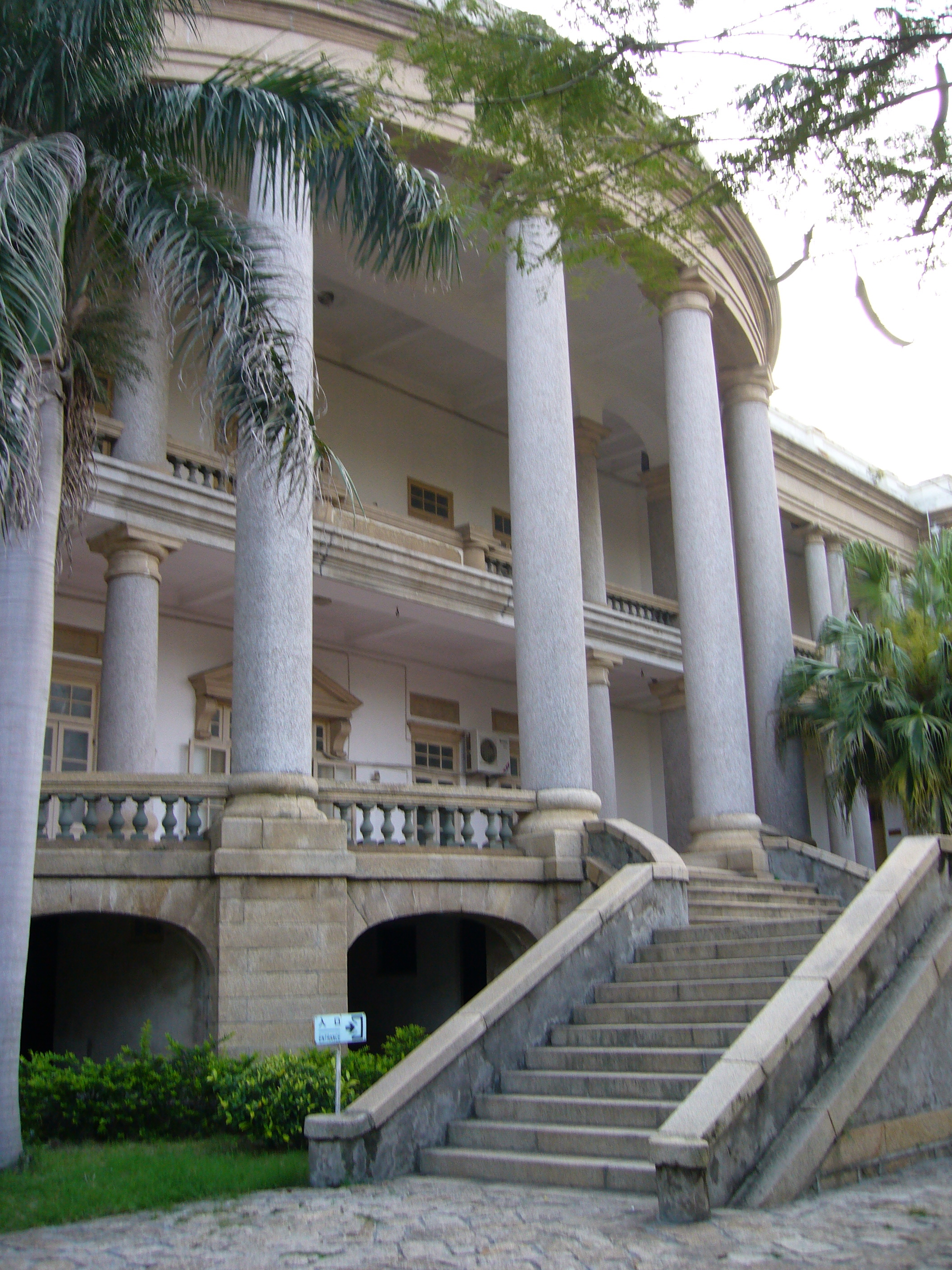
Musée des orgues (风琴博物馆, fēngqín bówùguǎn).

En tant que résidence pour 13 nations étrangères, à la suite du traité de Nankin de 1902, elle fut l'un des ports coloniaux de la Chine. L'île est réputée pour son architecture d'inspiration coloniale.
Le Rocher du rayon de soleil (日光岩, rìguāng yán), et le point culminant de l'ile permettant de l'observer, ainsi que l'ile et le port de fret de Xiamen. Pour y monter, il faut passer par différents pavillons (notamment un petit temple bouddhiste et une sculpture représentant une partie de jeu de divinités chinoises.
L'île héberge un musée des pianos (钢琴博物馆，gāngqín bówùguǎn) situé dans le pavillon Tingtao, avec environ 200 pianos, le seul musée chinois de pianos, ce qui confirme son surnom de « village des pianos » (鋼琴之鄉/钢琴之乡/gāngqín zhī xiāng) ou d'île de la musique… et un musée d'orgues (风琴博物馆, fēngqín bówùguǎn). Ces pianos et ces orgues y ont été réunis par Hu Youyi un Chinois d'outremer patriote, fortuné et amateur de musique,
Le nom chinois de l'île a des résonances musicales : gu lang signifie « vagues de tambour », en raison du son généré par le bruit des vagues frappant les écueils, et plus exactement certaine roche percée; et yu signifie « petite île ».
Gulangyu abrite un musée consacré au héros Koxinga (郑成功, Zhèng Chénggōng en mandarin) qui ayant entrainé des marins, reprend Taïwan en 1662, contrôlé pendant 38 ans par les Néerlandais. C'est ce héros que représente également la grande statue, symbole de l'ile située dans le jardin de la lune brillante (皓月园, Hàoyuè yuán).
Le « Monde des profondeurs » (海底世界, Hǎidǐ shìjiè). Le musée de Xiamen, autrefois bâtiment des huit trigrammes (八卦樓/八卦楼, bāguà lóu).
Un jardin subtropical  (菽庄花园, Shūzhuāng huāyuán), le climat étant de type marin subtropical à mousson, contenant plus de 4 000 variétés de végétaux introduits par les Chinois d'outremer dont des arbres fruitiers originaires de Nouvelle-Zélande.
Le pourtour de l'ile de Gulangyu est également une zone de protection des dauphins blanc de Chine, des branchiostomatidae et des aigrettes
Le parc ornithologique abrite différents grands oiseaux, dont notamment, des perroquets, perruches, grues, paons et des canards mandarins.
C'est également un lieu de promenade entre mer et rochers, le centre-ville contient de nombreuses rues commerçantes abritant des petites boutiques pour touristes des restaurants de poisson et fruits de mer et des bars à thé.
Différents hôtels pittoresques permettent de se reposer loin du bruit de la ville, aucune voiture n'étant autorisée à circuler sur l'ile.
L'île est inscrite au patrimoine mondial de l'UNESCO le 8 juillet 2017.

## Personnalité
- Teng-Hiok Chiu (1903-1972), peintre, y est né.